# イリューシヴピンパーネル
イルーシヴピムパーネル（Elusive Pimpernel）とはインドの競走馬である。通算で23戦22勝2着1回の成績を残したインド競馬史上最強ともいわれる名馬。史上初の1000万ルピーホース。

## 戦績
インド国内で3 - 6歳の間走り、すべてインド国内限定グループ（インドはグループ制、国際格付けなし）ではあるがインドターフ招待カップ (G1) 、インドダービー (G1) 、インド2000ギニー (G1) 、マイソールダービー (G1) 、バンガロール2000ギニー (G2) 、マハラジャカップ (G2) 、カルカッタゴールドカップ (G2) 、マイソール2000ギニー (G3) などに優勝した。2000ギニーとダービーに続いてインドセントレジャーで三冠を目指す予定だったが、故障のため出走できなかった。唯一の敗戦は結果的に最後の競走となったRWITC Ltd.インターナショナルスウィープステークス (G2) のみで、一時は香港やアメリカへの遠征も話に上ったが故障や検疫のためこちらも実現しなかった。
引退後は種牡馬となる。2003年死亡。

## おもな勝ち鞍
- 1994年9月13日 - マイソール2000ギニー（IND-G3, 1600m）
- 1994年10月9日 - マイソールダービー（IND-G1、2400m）
- 1994年12月10日 - バンガロール2000ギニー（IND-G2, 1600m）
- 1994年12月25日 - インド2000ギニー（IND-G1, 1600m）
- 1995年2月5日 - インドダービー（IND-G1, 2400m）2分30秒7
- 1995年3月5日 - インドターフ招待カップ（IND-G1, 2400m）2分30秒1

## 血統表
| イルーシヴピムパーネルの血統（レッドゴッド系／Nasrullah3×5=15.62%, Nearco4×5=9.38%, Menow4×5=9.38%） | イルーシヴピムパーネルの血統（レッドゴッド系／Nasrullah3×5=15.62%, Nearco4×5=9.38%, Menow4×5=9.38%） | イルーシヴピムパーネルの血統（レッドゴッド系／Nasrullah3×5=15.62%, Nearco4×5=9.38%, Menow4×5=9.38%） | （血統表の出典）     | （血統表の出典） |
| 父 Wattlefield 1979 鹿毛                                                                             | 父の父Red God 1954 栗毛                                                                              | Nasrullah                                                                                            | Nearco               | Nearco           |
| 父 Wattlefield 1979 鹿毛                                                                             | 父の父Red God 1954 栗毛                                                                              | Nasrullah                                                                                            | Mumtaz Begum         |                  |
| 父 Wattlefield 1979 鹿毛                                                                             | 父の父Red God 1954 栗毛                                                                              | Spring Run                                                                                           | Menow                | Menow            |
| 父 Wattlefield 1979 鹿毛                                                                             | 父の父Red God 1954 栗毛                                                                              | Spring Run                                                                                           | Boola Brook          |                  |
| 父 Wattlefield 1979 鹿毛                                                                             | 父の母Short Commons 1962 鹿毛                                                                        | Hard Tack                                                                                            | Hard Sauce           | Hard Sauce       |
| 父 Wattlefield 1979 鹿毛                                                                             | 父の母Short Commons 1962 鹿毛                                                                        | Hard Tack                                                                                            | Cowes                |                  |
| 父 Wattlefield 1979 鹿毛                                                                             | 父の母Short Commons 1962 鹿毛                                                                        | Padus                                                                                                | Anwar                | Anwar            |
| 父 Wattlefield 1979 鹿毛                                                                             | 父の母Short Commons 1962 鹿毛                                                                        | Padus                                                                                                | Cherry Way           |                  |
| 母 Right Step 1984                                                                                   | 母の父Ilheus 1978 栗毛                                                                               | Northern Dancer                                                                                      | Nearctic             | Nearctic         |
| 母 Right Step 1984                                                                                   | 母の父Ilheus 1978 栗毛                                                                               | Northern Dancer                                                                                      | Natalma              |                  |
| 母 Right Step 1984                                                                                   | 母の父Ilheus 1978 栗毛                                                                               | Homeward Bound                                                                                       | Alycidon             | Alycidon         |
| 母 Right Step 1984                                                                                   | 母の父Ilheus 1978 栗毛                                                                               | Homeward Bound                                                                                       | Sabie River          |                  |
| 母 Right Step 1984                                                                                   | 母の母Right to Royalty 1980                                                                          | Rex Magna                                                                                            | Right Royal          | Right Royal      |
| 母 Right Step 1984                                                                                   | 母の母Right to Royalty 1980                                                                          | Rex Magna                                                                                            | Chambre Damour       |                  |
| 母 Right Step 1984                                                                                   | 母の母Right to Royalty 1980                                                                          | Good Queen Bess                                                                                      | Bold Ruler           | Bold Ruler       |
| 母 Right Step 1984                                                                                   | 母の母Right to Royalty 1980                                                                          | Good Queen Bess                                                                                      | Flirtatious F-No.5-c |                  |

## 同名馬
なお、Elusive Pimpernelという馬は、他にも1976年生のイギリス産馬（父Blakeney）、2007年生のアメリカ産馬（父Elusive Quality、2009年レーシングポストトロフィー2着、種牡馬）がいる。